# إيغوالادا (برشلونة)
بلدية إيغوالادا (بالكاتالانية: Igualada) هي إحدى بلديات مقاطعة برشلونة، والتي تقع في منطقة كاتالونيا، شرق إسبانيا.
يبلغ عدد سكانها 36.923 نسمة وفقاً لإحصائية سنة (2007).

## توأمة
لإيغوالادا (برشلونة) اتفاقيات توأمة مع كل من:
- ليكو
- Guimarães, Maranhão [الإنجليزية]‏ (24 يونيو 1995 - )[9]
- أكساكوفو
- القنطرة
- Nueva Esperanza  [لغات أخرى]‏
- غيمارايش

## أعلام
- برنات جاومي
- دايفيد فرنانديز
- أدريان كارمونا
- خافيير غوتيريز كويفاس
- بير توتوساوس